# Rubus angusticuspis
Rubus angusticuspis är en rosväxtart som beskrevs av Henri L. Sudre. Rubus angusticuspis ingår i släktet rubusar, och familjen rosväxter. Inga underarter finns listade i Catalogue of Life.